# 陈瑶光
陈瑶光（1921年—2012年），浙江寧波人，是蔣中正和前妻陳潔如的養女。乳名「陪陪」，原名蔣瑤光。因是蔣和陳的養女，初姓蔣，後蔣和陳潔如分離後，隨母姓陳。

## 生平
籍貫隨蔣寧波府奉化縣或陳寧波府鎮海縣。確切出生地和出生年月待考。可能出生在廣東省的廣州，出生於約公元1921年前後。
蔣中正和陳潔如結婚後，陳遲遲不能生育，於是打算領養子女。蔣任黃埔軍校校長和國民革命軍總司令時，以廣州為基地，發動支持孫中山的東征和北上中原統一中國的北伐，關東戰事不斷。一日，廖仲恺夫人何香凝奉命去廣州傷兵醫院慰問傷員和戰亂受傷平民。看見一位華僑有一女嬰，想托人撫養，於是就抱回家。陳潔如得知後，非常喜歡這個女嬰，就領養了她。此女也獲得蔣中正喜愛，於是以星宿瑤光之名，取名蔣瑤光。
蔣中正在上海見宋美齡一見傾心，追求宋美齡。蔣的求婚最後徵得宋母倪桂珍同意，但宋母也開具條件，要蔣於前妻解除婚約。蔣於是打發陳潔如赴美國留學。瑤光也隨陳潔如一同赴美。但不久蔣宋聯姻，陳潔如被片面離婚，瑤光於是改姓，從母姓而姓陳。
抗日戰爭時期，陳瑤光已長成，性格甚為叛逆，不顧陳潔如反對，嫁給朝鮮人安某，與安氏生得兩子。不料安氏是日本間諜，抗日戰爭勝利後畏懼通敵漢奸罪，拋下陳瑤光和二子潛逃，不知所終。
經國民黨內高層一番物色，特別是周安琪搭橋牽線，陳瑤光再嫁陸久之。陸久之當時正值中年，也未成立家事，二人正配，於是成婚。陸是陸軍少將，第三方面軍的軍長。而「媒人」周安琪是湯恩伯秘書長胡静如的夫人。
1962年，陳潔如遷居香港，陳瑤光隨養母同去，此後久居香港，生活經濟上得蔣經國支援。陳潔如去世後，繼承陳潔如在香港的遺產，晚年移居美國，2012年在上海病逝。和养母陈洁如葬于上海福寿园。

## 收藏
- 藏有「蒋介石陈洁如结婚大橱」，是蔣和陳潔如結婚時陪嫁的衣櫥，陳潔如母親所贈[4]。

## 蔣家日記
- 作為蔣中正和陳潔如的養女，宣稱對《蔣介石日記》也享有繼承權。陳瑤光在法理上很可能是蔣中正順位第一位的繼承人。陳瑤光曾發表申明，引用《詩經》中詩句「孝子不匮，永锡尔类」和《书》中「克谐以孝」，呼籲相關單位「勿伺隙而率意无恐，俾使先父毋扰于天国」。引起媒體和公眾注意[5]。

## 家庭
- 養父：蔣中正
- 養母：陳潔如
- 首任丈夫：朝鮮人安氏
- 二任丈夫：陸久之
- 二子一女
  - 长子 陳忠人：隨母姓，美籍華人，銀行家，曾任美國銀行副總裁[6][7]。
  - 二子 陈孝(晓)人
  - 女 陈玖莉[8]